# Cavillargues
Cavillargues (okzitanisch: Caubilhargues) ist eine französische Gemeinde mit 847 Einwohnern (Stand: 1. Januar 2022) im Département Gard in der Region Okzitanien; sie gehört zum Arrondissement Nîmes und zum Kanton Bagnols-sur-Cèze. Die Einwohner werden Cavillarguais genannt.

## Geografie
Cavillargues liegt etwa 22 Kilometer westsüdwestlich von Orange. Umgeben wird Cavillargues von den Nachbargemeinden Sabran im Norden und Nordosten, Saint-Pons-la-Calm im Osten und Südosten, Le Pin im Süden und Südosten, Pougnadoresse im Süden, La Bastide-d’Engras im Südwesten, Saint-Laurent-la-Vernède im Westen sowie Saint-Marcel-de-Careiret im Nordwesten.
Die Gemeinde gehört zum Weinbaugebiet Côtes du Rhône.

## Bevölkerungsentwicklung
| Jahr                       | 1962 | 1968 | 1975 | 1982 | 1990 | 1999 | 2006 | 2017 |
| Einwohner                  | 525  | 510  | 445  | 492  | 601  | 645  | 744  | 843  |
| Quellen: Cassini und INSEE |      |      |      |      |      |      |      |      |

## Sehenswürdigkeiten
- Einsiedelei (Ermitage) Notre-Dame-du-Saint-Sépulcre, Monument historique
- Direkt im Zentrum steht das Château de Nicolay, ein stattlicher Bau flankiert von 2 Rundtürmen, auf der Rückseite Reste der Stadtbefestigung

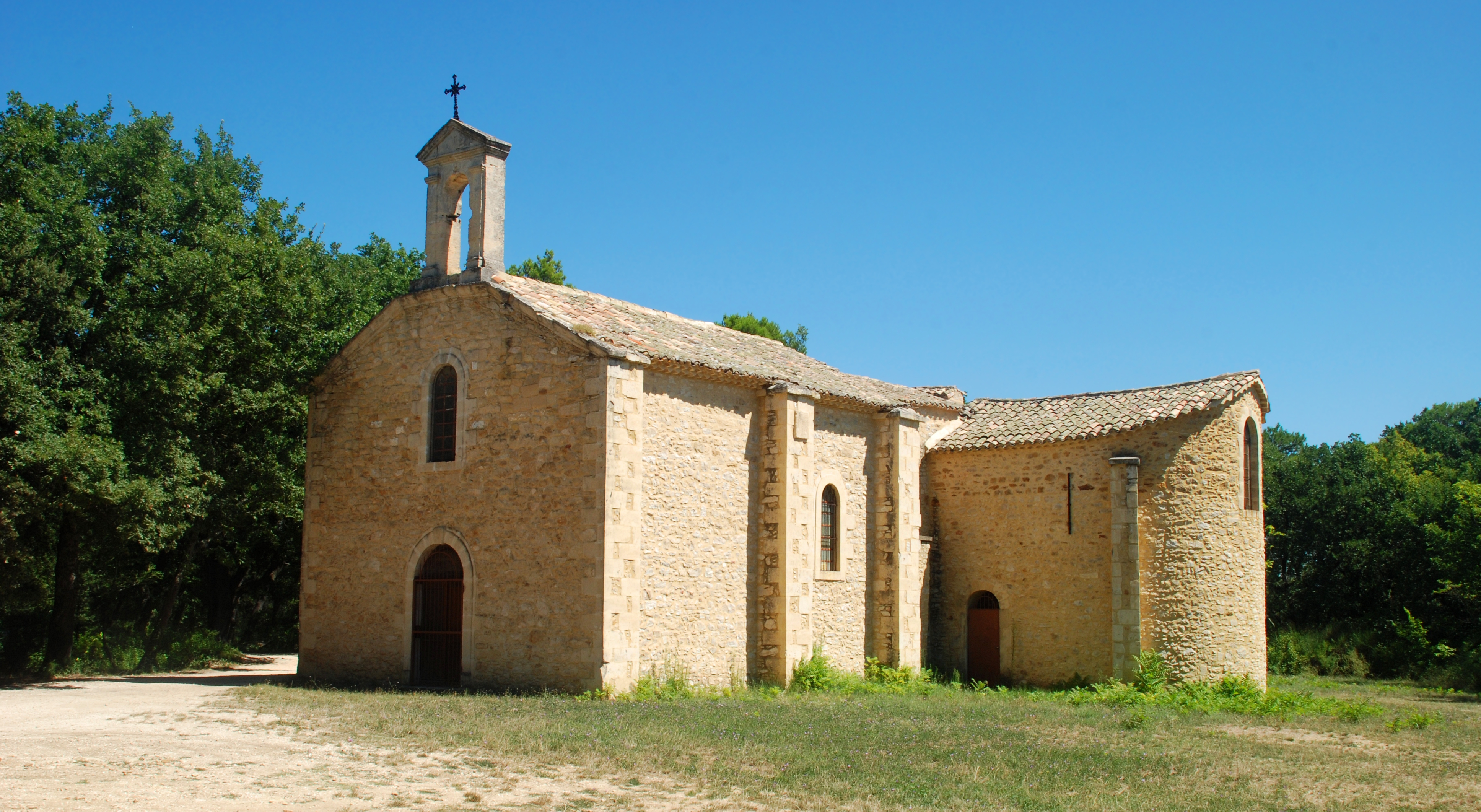
Notre-Dame-du-Saint-Sépulcre